# Erasmo Luis Surlet de Chokier
Erasmo Luis, barón de Surlet de Chokier, nació en Gingelom en 1769 y murió en Gingelom el 7 de agosto de 1839.

Fue nombrado barón en 1816. Después de la revolución de 1830, fue escogido para presidir el Congreso nacional. Poco después, el rey Luis Felipe, se opuso a que su hijo accediera al trono de Bélgica, lo que provocó la caída del gobierno provisional. El Congreso nacional nombró, entonces, a Erasmo Luis regente del Reino de Bélgica, cargo que ocupó hasta 1831 cuando accedió al trono Leopoldo I.
Su política exterior se basaba, únicamente, en la alianza con Francia, motivo por el cual Erasmo Luis apoyaba la candidatura de Luis de Orleans al trono de Bélgica, enfrentándose a Joseph Lebeau y a Paul Devaux. Tras el rechazo de Luis Felipe, Erasmo Luis fue incapaz de determinar la política a seguir. Seleccionó un primer gobierno que se disolvió instantáneamente y recurrió a Étienne de Sauvage para formar un segundo gobierno en el que se impuisieron Joseph Lebeau y su amigo Paul Devaux.
Erasmo Luis se retiró, entonces, a sus dominios de Gingelom, donde ocupó el cargo de burgomaestre hasta su fallecimiento.
Formaba parte de esa minoría lingüística, en Flandes, de aquellos a los que se denominaba franquillons.
- Datos: Q1079522
- Multimedia: Érasme Louis Surlet de Chokier / Q1079522